# Jean Börlin

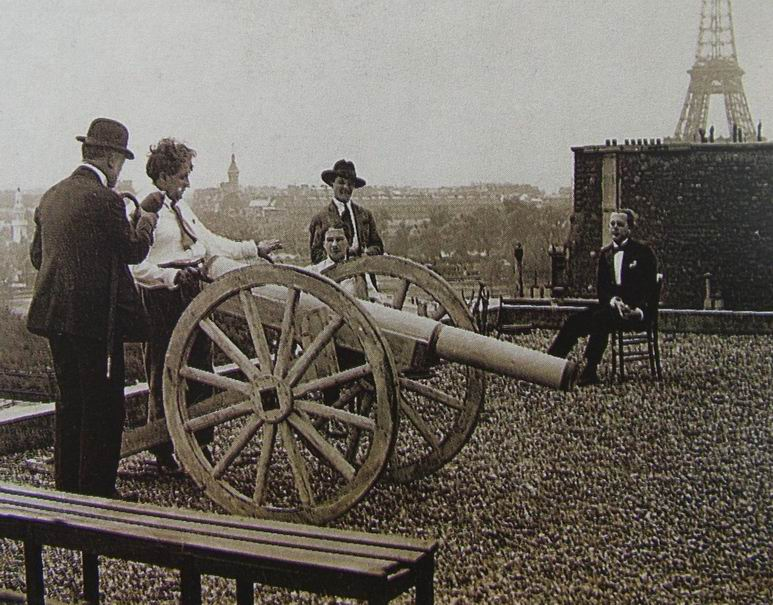
Erik Satie, Francis Picabia, René Clair & Jean Börlin, Entr'acte, ottobre di 1924

Jean Börlin (Härnösand, 13 marzo 1893 – New York, 6 dicembre 1930) è stato un ballerino e coreografo svedese, allievo e compagno di lavoro di Michel Fokine.

## Biografia
Ballerino del Ballet royal suédois, ruppe il contratto per entrare nella nuova compagnia dei Ballets suédois di Rolf de Maré. Questa scelta determinò il suo debutto come coreografo, tanto che la maggior parte delle coreografie dei Ballets suédois portano il suo nome. Danzò per la compagnia all'epoca in cui quest'ultima realizzava spettacoli in concorrenza con i Ballets russes di Serge Diaghilev.
Il 15 febbraio 1921 al Théâtre des Champs-Élysées realizzò un'importante coreografia per La boîte à joujoux di Claude Debussy. Egli danzò nel balletto Relâche di Erik Satie andato in scena in prima mondiale nel 1924 a Parigi ed anche nel documentario Entr'acte realizzato da René Clair con la musica di Satie. Jean Börlin fu molto apprezzato da Michel Fokine, che dirà di lui: «È quello che mi somiglia di più! Una natura! Un'estasi! Il sacrificio fanatico di un corpo annullato per dare il massimo dell'espressione coreografica».
Börlin morì di malattia nel 1930, all'età di soli 37 anni.